# Micrathyria hippolyte
Micrathyria hippolyte är en trollsländeart som beskrevs av Friedrich Ris 1911. Micrathyria hippolyte ingår i släktet Micrathyria och familjen segeltrollsländor. IUCN kategoriserar arten globalt som livskraftig. Inga underarter finns listade i Catalogue of Life.